# Santiago del Estero (ville)
Pour les articles homonymes, voir Santiago del Estero et Santiago (homonymie).
Santiago del Estero est une ville d'Argentine et la capitale de la province de Santiago del Estero. Elle est située dans le Capital, dont elle est le chef-lieu, sur les rives du río Dulce.
La population de la ville se montait à 230 614 habitants en 2001, tandis que l'agglomération atteignait 327 974.

## Tourisme
La ville est très intéressante au niveau architectural. On y trouve beaucoup de sites touristiques, par exemple la Cathédrale, le couvent de Santo Domingo et le musée archéologique provincial.

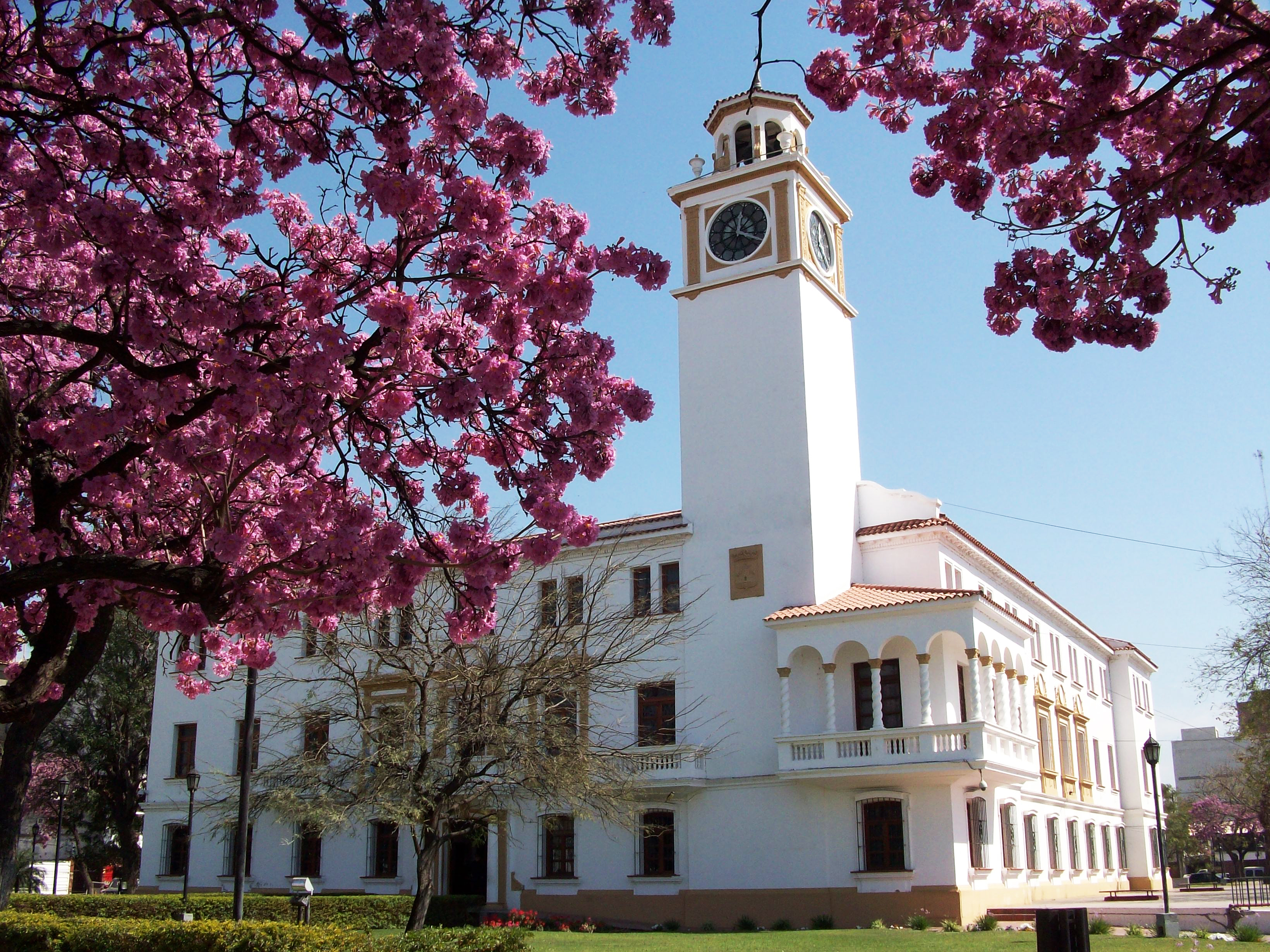
Siège du gouvernement provincial.
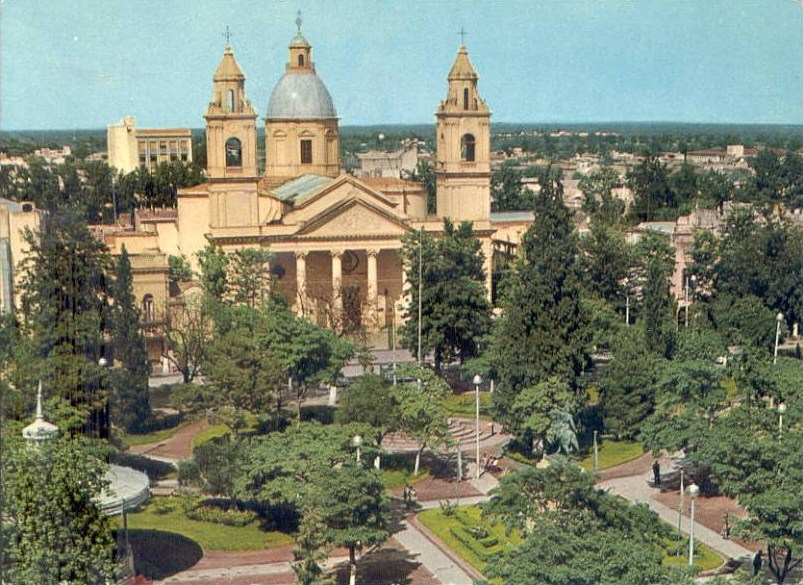
Cathédrale.

## Jumelages
- Copiapó (Chili)
- Hama (Syrie)
- Talavera de la Reina (Espagne)

## Personnalités
- Diego de Rojas (1500-1544), conquistador espagnol, mort à Santiago del Estero ;
- María Antonia de Paz y Figueroa (1730-1799), religieuse catholique, fondatrice des filles du Divin Sauveur ;
- Gaspar Xuarez (1731-1804), jésuite espagnol et botaniste, né à Santiago del Estero ;
- José Luis Zavalía (maire à deux reprises dans les années 1990 ; personnalité locale de l'UCR et sénateur national).
- Facundo Isa (1993 - ), joueur de rugby professionnel.